# Belovo, Nga

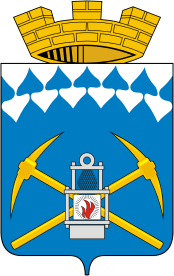
Huy hiệu của Belovo

Belovo (tiếng Nga: Белово) là một thành phố Nga. Thành phố này thuộc chủ thể Kemerovo Oblast. Thành phố có dân số 82.425 người (theo điều tra dân số năm 2002). Đây là thành phố lớn thứ 197 của Nga theo dân số năm 2002. Dân số qua các thời kỳ: 76,752 (Điều tra dân số 2010); 82,425 (Điều tra dân số 2002); 93,108 (Điều tra dân số năm 1989).
Nó đã được biết đến từ 1726 với tên làng Belovo. Làng đã trở thành thị xã vào năm 1938. 
Thành phố có một trong những trung tâm công nghiệp lớn nhất của lưu vực Kuznetsk, với một nhà máy kẽm, một nhà máy nhiệt điện, và các mỏ than. Thành phố cũng là một trung tâm quan trọng của hệ thống đường sắt Siberia, và có một depot lớn và hệ thống tín hiệu điện tử. Belovo là một trung tâm giáo dục, nó có hai trường cao đẳng và các trường thương mại.